# Касикијара
Касикијара (шп. Casiquiare) је река у Јужној Америци, тачније на југу Венецуеле. Дуга је 326 km и представља светски најпознатији пример бифуркације, будући да њен ток одлази у два слива — амазонски, преко реке Рио Негро и у слив Оринока, преко истоимене реке.

## Географија
Надморска висина Касикијаре код Оринока је 123 метра у близини места Ла Есмералда, док је при ушћу у Рио Негро код града Сан Карлос 91 m. Јасно је да би се пресецањем тока воде ове реке уливале у Рио Негро, сходно рељефу. На свом кратком току од 326 km Касикијара прима бројне притоке са обе стране, па је површина њеног слива око 42.300 km². Упркос малој надморској висини и паду, ово је изузетно брза река. За време летњег поводња, формира се још један рукавац који се улива у Рио Негро, око 80 km удаљен од главног ушћа.

## Историја
Први истраживач који је пловио овим током био је језуитски свештеник отац Роман 1744. године, који је преко Касикијаре прешао у ток Оринока. Седам месеци касине француски истраживач Шарл-Мари де ла Кондамин, известио је Француску академију о овом подухвату. О реци која повезује слив Оринока и Амазона, говорио је још давне 1639. године Кристобал Диатристан де Акуња, шпански мисионар и истраживач. Прва опсежна истраживања и картирања спровео је 1800. године Александар фон Хумболт. Први снимци начињени су 1924. године. Током 1968. године екипа Националне географије опловила је реку од Оринока до Рио Негра.